# ادراک (مجموعه تلویزیونی)
ادراک (به انگلیسی: Perception) یک مجموعه تلویزیونی آمریکایی است که از ۹ ژوئیه ۲۰۱۲ تا ۱۷ مارس ۲۰۱۵ از کانال تلویزیونی «تی‌اِن‌تی» آمریکا پخش شد.

## خلاصه
اریک مک‌کورمکدر نقش دکتر دنیل پیرس روان‌پزشک عصبی دانشگاه شیکاگو که به اف‌بی‌آی در حل برخی پرونده‌های پیچیده جنایی کمک می‌کند.

دکتر پیرس همچنین مبتلا به «اسکیزوفرنی پارانوئید (هذیانی)» است و توهم‌هایش به او در حل پرونده‌ها کمک می‌کنند.